# Station Aubigny-au-Bac
Station Aubigny-au-Bac is een spoorwegstation in de Franse gemeente Aubigny-au-Bac.

## Foto's

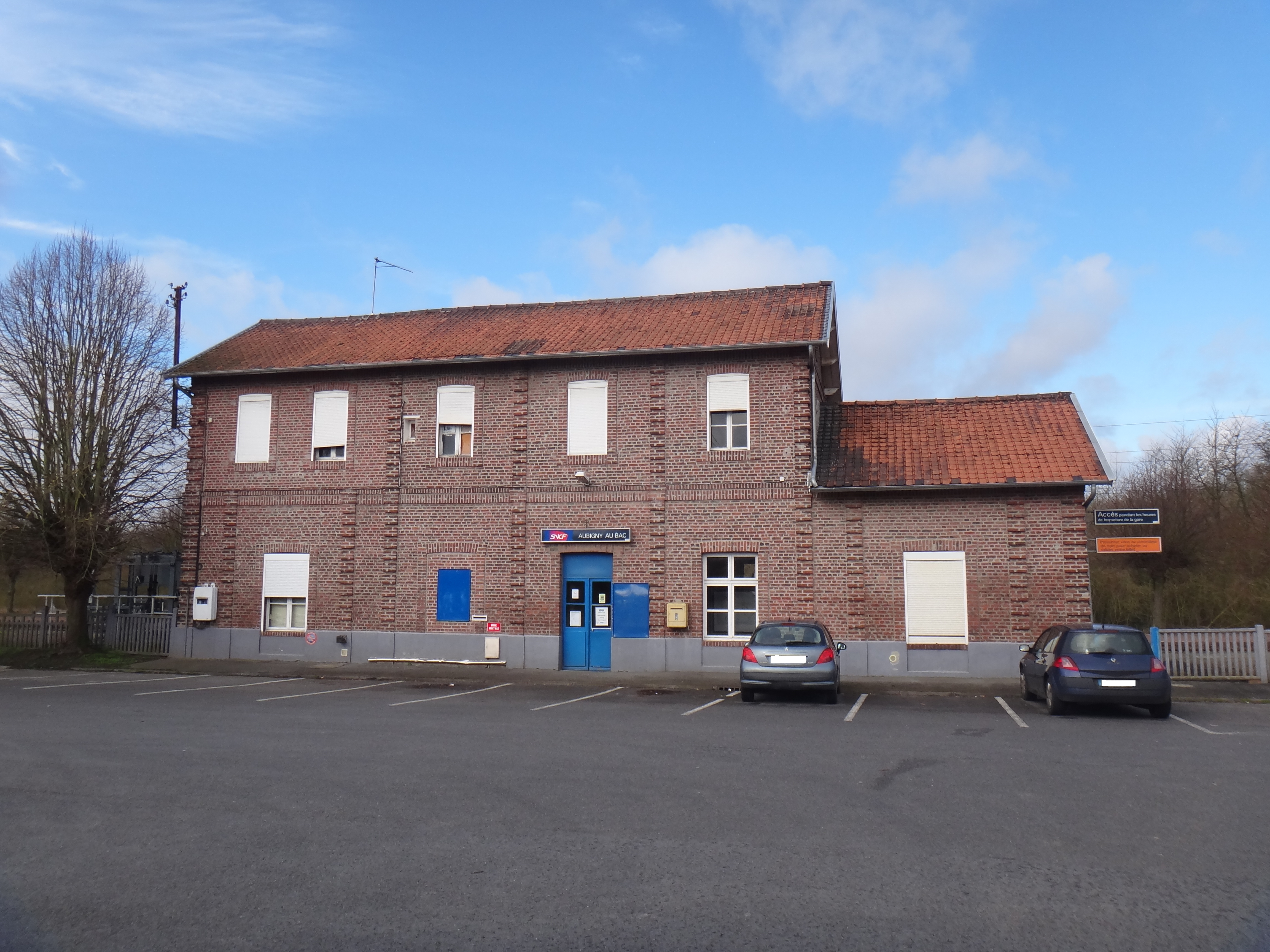

## Treindienst
| Serie | Treinsoort | Route                                                      | Bijzonderheden |
| ----- | ---------- | ---------------------------------------------------------- | -------------- |
| P 40  | TER (SNCF) | Douai – Aubigny-au-Bac – Cambrai – Busigny – Saint-Quentin |                |
| P 41  | TER (SNCF) | Douai – Aubigny-au-Bac – Cambrai                           |                |